# Disocactus schrankii
Disocactus schrankii  es una especie de planta fanerógama de la familia Cactaceae. Es endémica de  México.  Es una especie rara en la vida silvestre.

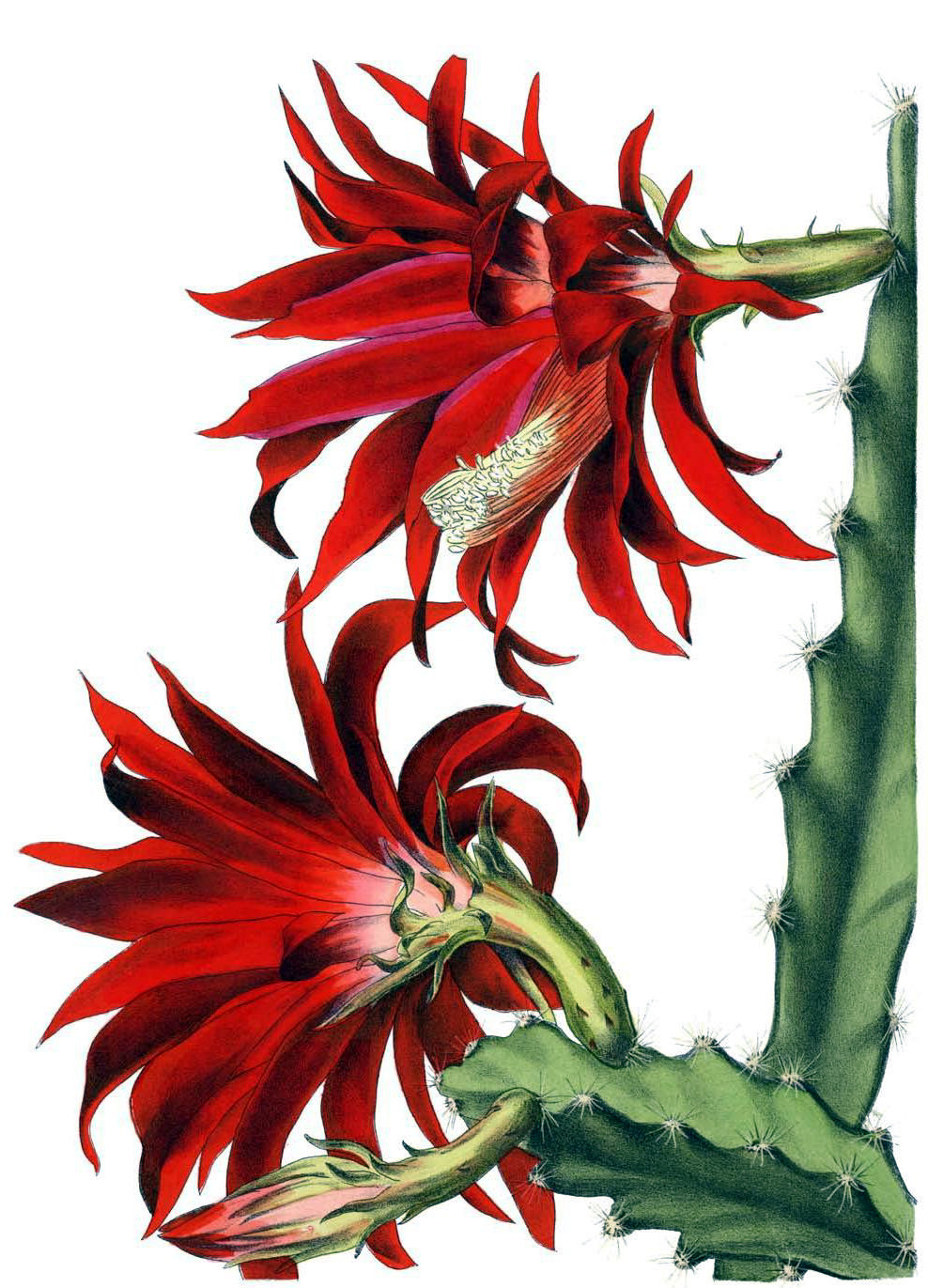
Ilustración

## Descripción
Es una planta perenne carnosa con ángulos pronunciados, armada de espinos, de color verde y con las flores de color rojo. Disocactus schrankii crece rápidamente con tallos angulares de ramificación, que primero son rojizos,y  más tarde verde con márgenes ondulados. Las areolas tienen 6 a 7  espinas  de color blanco amarillento, ligeramente aciculares y sólo 1 cm de largo. Las flores son axilares con forma embudo de color rojo en forma amplia, oscura y de 10 a 15 centímetros de diámetro. Las frutas son ovoides y miden hasta 4,5 cm de largo y 3,6 centímetros de diámetro. 

## Taxonomía
Disocactus schrankii fue descrita por  (Zucc. ex Seitz) Barthlott y publicado en Bradleya; Yearbook of the British Cactus and Succulent Society 9: 87. 1991.
Etimología
Disocactus: nombre genérico de las palabras griegas "δίς" (des) = por dos veces, "ίσος" (isos) el mismo y "cactus". Se refiere a los brotes de hojas aplanadas dos veces.
schrankii: epíteto otorgado en honor del botánico alemán, Franz von Paula Schrank.
Sinonimia
- Cereus schrankii basónimo
- Heliocereus schrankii
- Heliocereus elegantissimus
- Heliocereus luzmariae[3][4]